# Варецкая, Валентина Фёдоровна
Валентина Фёдоровна Варецкая (укр. Валентина Федорівна Варецька) (17 (30) декабря 1900, село Ивановка, Херсонская губерния, Российская империя — 3 января 1981, Харьков) — советская и украинская театральная актриса. Заслуженная артистка УССР (1930).

## Биография
Родилась 17 (30) декабря 1900 года в селе Ивановка Херсонской губернии Российской империи.
Работала в театрах Киева, Харькова, Днепропетровска.
Единственная роль в кино, но главная — Надя в фильме «Ордер на арест» снятый в 1926 году режиссёром Георгием Тасиным на ялтинской студии ВУФКУ.
В 1939—1941 гг. — актриса Тернопольского областного украинского государственного театра имени Ивана Франко.
В 1946—1960 гг. работала во Львовском областном украинском музыкально-драматическом театре в Дрогобыче.
Умерла 3 января 1981 года в Харькове.

## Признание и награды
- Заслуженная артистка УССР (1930)

## Избранные спектакли и роли
- Каменный хозяин — Донна Анна
- Чёрная Пантера и Белый Медведь — Рита
- Собака на сене — Диана
- Маруся Чурай — Маруся
- Соло на флейте — Наталка
- Маруся Богуславка — Маруся
- Коварство и любовь — Луиза
- Без вины виноваты — Кручинина
- Украденное счастье — Анна